# آکیرا اوبا
آکیرا اوبا (انگلیسی: Akira Oba؛ زادهٔ ۲ آوریل ۱۹۷۶) بازیکن فوتبال اهل ژاپن است.